# Kanon medicine
Kanon medicine (arapski: القانون في الطب Al-Qanun fi al-Tibb "The Law of Medicine", perzijski: قانون در طب Ghānoon dár tèb) je enciklopedija medicine u pet knjiga koju je perzijski učenjak Ibn Sīnā (Avicenna) napisao oko 1025. Predstavljala organizirani sažetak svog medicinskog znanja ondašnjeg vremena. Izvorno je napisan na arapskom jeziku, ali je kasnije preveden na brojne druge jezike, uključujući perzijski, latinski, kineski, hebrejski, njemački, francuski i engleski uz brojne komentare. Kanon se smatra jednom od najvažnijih knjiga u povijesti medicine.
Također je poznat i kao Qanun, što znači "zakon" na arapskom, perzijskom i urduu, odnosno Kanun na turskom. Predstavljao je autoritativni izvor medicinskog znanja sve do početka 19. stoljeća. Definirao je standarde medicinskog znanja i prakse u Europi i islamskom svijetu te je Avicenino najpoznatije djelo. Qanun se koristio kao udžbenik na mnogim medicinskim školama i fakulteta, na Sveučilištu u Montpellieru još 1650. Velik dio knjige je preveden na kineski pod naslovom Huihui Yaofang (Recepti naroda Hui) od strane Huija u Kini za vrijeme dinastije Yuan. Kanon je također postavio temelje za Unani medicinu, odnosno oblik tradicionalne medicine koje se prakticira u Indiji. Načela koja je opisao Kanon još i danas predstavljaju dio obveznog gradiva tečajeva povijesti medicine na uglednim svjetskim sveučilištima.

## Vanjske poveznice
- Biography of Avicenna
- A scanned copy of "Kitab alQanun fi alTibb" (Book (of) the Canon of Medicine)